# Ga Yeongjong
Ga Yeongjong (Tiếng Hàn: 영종역, Hanja: 永宗驛) là ga đường sắt của Đường sắt Sân bay Quốc tế Incheon nằm ở Yeongjong-dong, Jung-gu, Incheon.

## Lịch sử
- 9 tháng 5 năm 2014: Thông báo bảng cự ly đường sắt [1]
- 26 tháng 3 năm 2016: Bắt đầu hoạt động

## Bố trí ga
Hình thức của nền tảng là một nền tảng tổng kép bốn dòng hai mặt. Nếu ga thứ 2 hoặc thứ 3 bên trong là tuyến chính, ga thứ 1 và 4 bên ngoài là tuyến chính và nếu tàu trực tiếp vượt, đoàn tàu chung sẽ được sơ tán bằng cách xử lý hành khách trên tuyến chính.
Ngay từ khi khai trương, kết cấu sân ga hai mặt, hai chiều đã được xây dựng trước để chuẩn bị cho nhà ga mới. Tuy nhiên, do quy hoạch đã thay đổi nên tuyến phụ chính, dự kiến ban đầu được lắp đặt tại ga Thành phố Quốc tế Cheongna, được xây dựng tại ga này, ga mới được xây dựng và sử dụng tại một vị trí hơi lệch về phía Thành phố Quốc tế Cheongna ga tàu.
| ↑ Thành phố quốc tế Cheongna |
| ４２ \| １３ \|              |
| Unseo ↓                      |

| １·３ | ● Đường sắt sân bay | → Hướng đi Unseo · Cảng hàng hóa sân bay Quốc tế Incheon · Nhà ga 2 sân bay Quốc tế Incheon → |
| ２·４ | ● Đường sắt sân bay | ← Hướng đi Geomam · Sân bay Quốc tế Gimpo · Seoul                                             |

## Xung quanh nhà ga
- Trường tiểu học Yeongjong Chi nhánh Geumsan
- Nút giao thông Geumsan Đường cao tốc sân bay quốc tế Incheon